# Soham (Új-Mexikó)
Soham statisztikai település az USA Új-Mexikó államában, San Miguel megyében. Lakosainak száma 147 fő (2020. április 1.).

## Népesség
A település népességének változása:

| 2010 | 210 |
| 2020 | 147 |